# Fogyasztók által vezérelt marketing
A fogyasztók által vezérelt marketing vagy consumer generated marketing a reklámozás egy olyan formája, amibe bevonják a fogyasztókat is. A cégek felkérik a fogyasztókat, hogy vegyenek részt a hirdetés kialakításában; a felhívást jellemzően a saját honlapjukon teszik közzé, és a megvalósítás is itt zajlik, ide lehet feltölteni a kész tartalmakat. A győztes pályaművek felhasználhatók a hivatalos reklámkampányban, az interneten, televízióban, rádióban.

## Előnyei
- Költségkímélés
- A vásárlók elgondolkoznak a márka értékein, és ez a valódi cél: kiderülhet, hogy milyen értékeket, lehetőségeket fedeznek fel benne az emberek.
- A fogyasztók által alkotott anyagok kreatívak, további felhasználásra alkalmasak.
- Az is kiderülhet, hogy a termék valójában hogyan van pozicionálva a piacon.
- Hosszútávon is növeli a márka hitelességét.

## Gyakorlati példák
A Lay’s Doritos indított egy ilyen versenyt, és a győztes pályaműveket a 2007-es Super Bowl szünetében mutatták be.
Egyes weboldalak kifejezetten azért jöttek létre hogy a fogyasztókat marketing szinten összekössék a cégekkel. Ilyen például a trnd.com vagy a journality.hu.